# Consolea moniliformis
Consolea moniliformis  ist eine Pflanzenart in der Gattung Consolea aus der Familie der Kakteengewächse (Cactaceae). Das Artepitheton moniliformis leitet sich von den lateinischen Worten monile für ‚Perlenkragen‘ sowie -formis für ‚-geformt‘ ab.

## Beschreibung
Consolea moniliformis  wächst baumförmig mit reich verzweigter Krone und erreicht Wuchshöhen von bis zu 4 Meter. Der Stamm ist zu seiner Spitze hin etwas abgeflacht. Er ist mit dichten, stechenden, ausgebreiteten, gelben oder grauen Dornen bewehrt, die bis zu 12 Zentimeter lang sind. Die länglichen bis sichelförmigen Triebabschnitte sind netzartig gehöckert. Sie sind 30 Zentimeter lang und 13 Zentimeter breit. Die Glochiden sind braun. Es sind anfangs drei bis sechs, später fünf bis acht Dornen vorhanden, die jedoch manchmal auch fehlen können. Sie sind gelblich und bis zu 8 Millimeter lang.
Die gelben bis orangefarbenen Blüten öffnen sich weit und besitzen zurückgebogene Blütenhüllblätter. Sie sind bis zu 5 Zentimeter lang und weisen einen Durchmesser von 2,5 Zentimeter auf. Die länglichen bis eiförmigen Früchte erreichen eine Länge von bis zu 6 Zentimeter.

## Verbreitung, Systematik und Gefährdung
Consolea moniliformis ist auf Kuba, auf Hispaniola und auf Desecheo verbreitet.
Die Erstbeschreibung als Cactus moniliformis erfolgte 1753 durch Carl von Linné in Species Plantarum. Alwin Berger stellte sie 1926 in die Gattung Consolea.  Weitere nomenklatorische Synonyme sind Cereus moniliformis (L.) DC.  (1828), Opuntia moniliformis (L.) Haw. ex Steud.  (1841) und Nopalea moniliformis (L.) K.Schum.  (1898).
Es werden folgende Unterarten unterschieden:
- Consolea moniliformis subsp. moniliformis
- Consolea moniliformis subsp. guantanamana Areces

In der Roten Liste gefährdeter Arten der IUCN wird die Art als „Least Concern (LC)“, d. h. als nicht gefährdet geführt. Die zukünftige Entwicklung der Populationen ist unbekannt.

## Nachweise